# Scarabaeus viator
Scarabaeus viator là một loài bọ cánh cứng trong họ Bọ hung (Scarabaeidae).